# منتخب كمبوديا لكرة الطائرة للسيدات
منتخب كمبوديا لكرة الطائرة للسيدات هو ممثل كمبوديا الرسمي في المنافسات الدولية في كرة طائرة للسيدات
.